# Géographie du Botswana
Le Botswana s’étend en majeure partie sur le bassin du Kalahari, où se trouve le désert du Kalahari qui occupe près de 70 % de la surface du pays. C’est un pays désertique, domaine d’un élevage bovin extensif. Ce pays produit une importante quantité de diamants.

## Climat

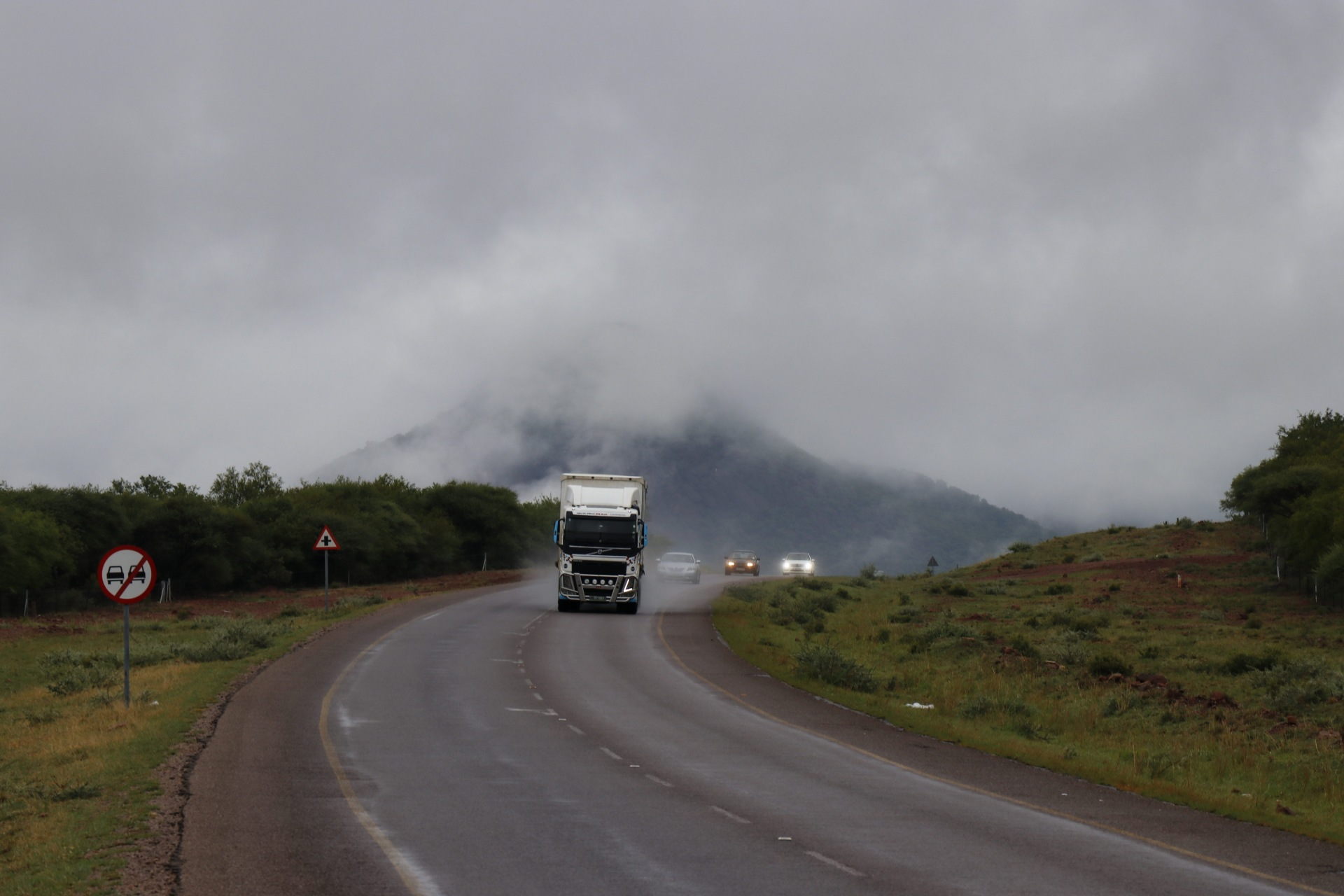
Brouillard en décembre 2019.

Le climat est semi-aride en raison de la courte saison des pluies. Cependant, l'altitude et la latitude engendrent un climat subtropical. Le pays est à l'abri de courants d'air humides pendant la plupart de l'année. La saison sèche dure d'avril à octobre dans le sud et jusqu'en novembre dans le nord (là où néanmoins la pluie est plus abondante). La partie sud est davantage exposée aux vents froids pendant la période hivernale (début mai à fin août) avec des températures moyennant 14 °C. Le pays connait des températures estivales moyennes de 26 °C. L'ensoleillement est élevé tout au long de l'année (bien que davantage en hiver). Le pays est venteux et poussiéreux durant la saison sèche.